# 3665 Фітцджеральд
3665 Фітцджеральд (3665 Fitzgerald) — астероїд головного поясу, відкритий 19 березня 1979 року.
Тіссеранів параметр щодо Юпітера — 3,463.